# Altec Lansing
Altec Lansing Technologies, Inc. est un fabricant d'enceintes et de composants apparentés.
Il fournit des fabricants d'ordinateurs tels Dell, HP et Asus.

## Histoire
L'histoire d'Altec Lansing commence dans les années 1920 lorsque, en 1927, sort le premier film parlant Le Chanteur de jazz. Western Electric crée alors, en 1928, Electric Research Products, Inc. (ERPI) pour fabriquer et installer des systèmes audio dans les cinémas. 
Dans les années 1930, ERPI devient une entreprise distincte de Western Electric et se nomme alors All Technical Products Company (Altec).
Le 1er mai 1941, Altec achète les industries Lansing, dirigées par James B. Lansing (voir JBL), et forme Altec Lansing Corporation. En 1948 Altec Lansing commence la production de ses premiers récepteurs AM/FM haute fidélité.
En 1955, sont produits les premiers Voice of the Theater destinés à un usage domestique.
En 1958, se déplace a Anaheim en Californie
En 1986, Altec Lansing installe son siège social à Milford en Pennsylvanie, et sort en 1990 les premiers systèmes d'enceintes destinés aux ordinateurs. Ce sera un succès puisque l'entreprise devient le leader dans ce domaine.
En 1989, l'ingénieur du son Jean Riant crée l'enceinte Master 124 spl sur la base d'un moteur Altec et d'un HP 3156. Cette enceinte amplifiée innovante intègre notamment un filtrage actif et un pavillon de forme "tractrice" particulièrement efficace.
En 1996, Altec Lansing ouvre une usine en Chine, à Dongguan.
En 2005, Altec Lansing est rachetée par Plantronics pour 166 millions de dollars 